# Heteropezina bharatika
Heteropezina bharatika är en tvåvingeart som beskrevs av Kashyap och Grover 1986. Heteropezina bharatika ingår i släktet Heteropezina och familjen gallmyggor. Inga underarter finns listade i Catalogue of Life.